# Wannes Deleu
Wannes Deleu (Bonheiden, 1984) is een Vlaams tv- en documentairemaker.

## Biografie
Deleu begon als stagiair bij productiehuis De Mensen en werd later programmamanager bij SBS Belgium.
Toen hij daar stopte, maakte hij het programma "Op Straat" voor Eén. Hierin leefde hij een maand lang op straat in de winterperiode.